# International Swimming League 2019
La stagione dell'International Swimming League 2019 è stata l'edizione inaugurale dell'International Swimming League, la lega professionistica di nuoto fondata nel 2019. Hanno preso parte a questa stagione otto squadre, che si sono affrontate in sette incontri disputati in differenti località individuate dalla lega.
Il budget per questa stagione è stato di 20 milioni di dollari. La squadra francese di Energy Standard ha vinto l'edizione inaugurale nella finale disputata al Mandalay Bay Resort and Casino di Las Vegas.

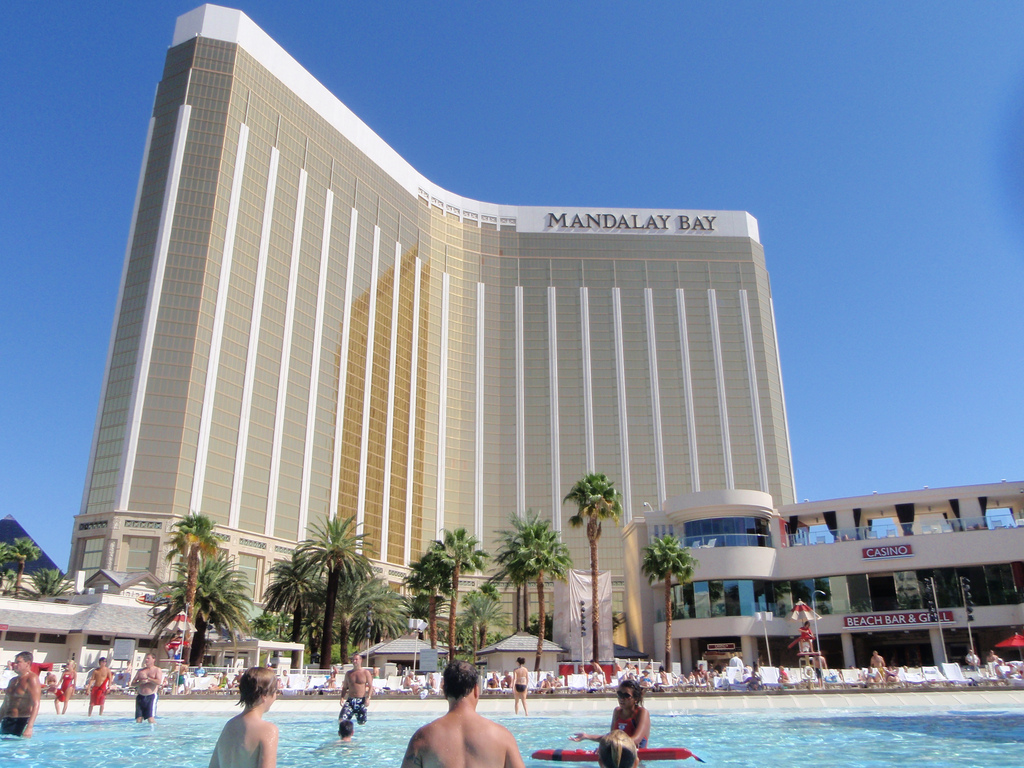
Il Mandalay Bay Resort and Casino ha ospitato la finale della stagione inaugurale.

## Calendario
Il calendario ha previsto sette eventi in tutto, inclusa la finale di Las Vegas. Ad ogni incontro hanno preso parte 4 squadre (2 dall'America e 2 dall'Europa, ad eccezione dei due incontri intraconference riservati ai club della stessa conference).
| Data              | Sede              | Luogo                             | Squadre partecipanti                                          | Risultati         | MVP                                        |
| Stagione regolare | Stagione regolare | Stagione regolare                 | Stagione regolare                                             | Stagione regolare | Stagione regolare                          |
| ----------------- | ----------------- | --------------------------------- | ------------------------------------------------------------- | ----------------- | ------------------------------------------ |
| 5–6 ottobre       | Indianapolis      | Indiana University Natatorium     | Aqua Centurions Cali Condors DC Trident Energy Standard       | [ 3 ] [ 4 ]       | Sarah Sjöström ( Energy Standard) 55.5 pti |
| 12–13 ottobre     | Napoli            | Piscina Felice Scandone           | Aqua Centurions Cali Condors DC Trident Energy Standard       | [ 5 ] [ 6 ]       | Caeleb Dressel ( Cali Condors) 57.5 pti    |
| 19–20 ottobre     | Lewisville        | The LISD Westside Aquatic Center  | Iron Los Angeles Current London Roar New York Breakers        | [ 7 ] [ 8 ]       | Vladimir Morozov ( Iron) 43.5 pti          |
| 26–27 ottobre     | Budapest          | Danube Arena                      | Iron Los Angeles Current London Roar New York Breakers        | [ 9 ] [ 10 ]      | Katinka Hosszú ( Iron) 47 pti              |
| 15–16 novembre    | College Park      | Geary F. Eppley Recreation Center | Cali Condors DC Trident Los Angeles Current New York Breakers | [ 11 ] [ 12 ]     | Caeleb Dressel ( Cali Condors) 61.5 pti    |
| 23–24 novembre    | Londra            | London Aquatics Centre            | Aqua Centurions Energy Standard Iron London Roar              | [ 13 ] [ 14 ]     | Chad le Clos ( Energy Standard) 44.5 pti   |
| Finale            |                   |                                   |                                                               |                   |                                            |
| 20–21 dicembre    | Las Vegas         | Mandalay Bay Resort and Casino    | Energy Standard London Roar Cali Condors Los Angeles Current  | [ 15 ] [ 16 ]     | Caeleb Dressel ( Cali Condors) 121 pti     |

### Eventi
In totale sono previsti 37 eventi per ciascun incontro (in caso di parità tra 2 o più club al termine delle gare, viene disputata una staffetta 4x50m misti mista come gara di spareggio).
| Giorno 1 | Giorno 1                      | Giorno 1 | Giorno 1 | Giorno 1 | Giorno 2 | Giorno 2           | Giorno 2 | Giorno 2 | Giorno 2 |
| No.      | Evento                        | D        | U        | X        | No.      | Evento             | D        | U        | X        |
| -------- | ----------------------------- | -------- | -------- | -------- | -------- | ------------------ | -------- | -------- | -------- |
| 1        | 100m farfalla                 | ●        |          |          | 20       | 100m stile libero  | ●        |          |          |
| 2        | 100m farfalla                 |          | ●        |          | 21       | 100m stile libero  |          | ●        |          |
| 3        | 50m rana                      | ●        |          |          | 22       | 100m rana          | ●        |          |          |
| 4        | 50m rana                      |          | ●        |          | 23       | 100m rana          |          | ●        |          |
| 5        | 400m misti                    | ●        |          |          | 24       | 400m stile libero  | ●        |          |          |
| 6        | 400m misti                    |          | ●        |          | 25       | 400m stile libero  |          | ●        |          |
| 7        | staffetta 4x100m stile libero | ●        |          |          | 26       | 4x100m misti       | ●        |          |          |
| 19       | staffetta 4x100m stile libero |          | ●        |          | 27       | 200m misti         |          | ●        |          |
| 8        | 200m dorso                    | ●        |          |          | 28       | 200m misti         | ●        |          |          |
| 9        | 200m dorso                    |          | ●        |          | 29       | 50m farfalla       |          | ●        |          |
| 10       | 50m stile libero              | ●        |          |          | 30       | 50m farfalla       | ●        |          |          |
| 11       | 50m stile libero              |          | ●        |          | 31       | 100m dorso         |          | ●        |          |
| 12       | 4x100m misti                  |          | ●        |          | 32       | 100m dorso         | ●        |          |          |
| 13       | 200m stile libero             |          | ●        |          | 33       | 4x100 stile libero |          |          | ●        |
| 14       | 200m stile libero             | ●        |          |          | 34       | 200m farfalla      | ●        |          |          |
| 15       | 50m dorso                     |          | ●        |          | 35       | 200m farfalla      |          | ●        |          |
| 16       | 50m dorso                     | ●        |          |          | 36       | australiana        | ●        |          |          |
| 17       | 200m rana                     |          | ●        |          | 37       | australiana        |          | ●        |          |
| 18       | 200m rana                     | ●        |          |          | 38       | 4x50m misti mista  |          |          | ●        |

## Squadre partecipanti
I club possono registrare a roster 32 atleti per la stagione inaugurale, mentre è consigliato selezionarne 28 (14 uomini e donne) per questioni di viaggio. Ogni squadra ha un capitano e un vice-capitano di genere differente.
| Conference americana         | Conference americana | Conference americana           | Conference americana |
| Cali Condors                 | Cali Condors         | DC Trident                     | DC Trident           |
| Uomini                       | Donne                | Uomini                         | Donne                |
| ---------------------------- | -------------------- | ------------------------------ | -------------------- |
| Bowe Becker                  | Signe Bro            | Zachary Apple                  | Anika Apostalon      |
| Caeleb Dressel               | Mallory Comerford    | Kevin Cordes                   | Emma Barksdale       |
| Nic Fink                     | Kelsi Dahlia         | Abrahm DeVine                  | Lisa Bratton         |
| Townley Haas                 | Hali Flickinger      | Ian Finnerty                   | Annika Bruhn         |
| Anton Ipsen                  | Molly Hannis         | Zane Grothe                    | Natalie Coughlin (C) |
| Tate Jackson                 | Natalie Hinds        | Zach Harting                   | Bethany Galat        |
| Radosław Kawęcki             | Lilly King           | Tristan Hollard                | Sarah Gibson         |
| Mitch Larkin (vice capitano) | Melanie Margalis     | Robert Howard                  | Siobhán Haughey      |
| Kacper Majchrzak             | Kylie Masse          | Jay Litherland                 | Simona Kubová        |
| Justin Ress                  | Olivia Smoliga (C)   | Cody Miller (vice capitano)    | Madison Kennedy      |
| John Shebat                  | Ariarne Titmus       | Giles Smith                    | Katie Ledecky        |
| Jan Świtkowski               | Katarzyna Wasick     | Velimir Stjepanović            | Leiston Pickett      |
| Mark Szaranek                | Amanda Weir          | Jérémy Stravius                | Leah Neale           |
| Andrew Wilson                | Kelsey Wog           | Andreas Vazaios                | Brianna Throssell    |
| Los Angeles Current          | Los Angeles Current  | New York Breakers              | New York Breakers    |
| Uomini                       | Donne                | Uomini                         | Donne                |
| Nathan Adrian                | Bailey Andison       | Michael Andrew (vice capitano) | Haley Black          |
| Dylan Carter                 | Kathleen Baker       | Marcelo Chierighini            | Pernille Blume       |
| Michael Chadwick             | Maddie Banic         | João de Lucca                  | Ali DeLoof           |
| Jack Conger                  | Amy Bilquist         | Mack Darragh                   | Catie DeLoof         |
| Matt Grevers                 | Jhennifer Conceicao  | Jonathan Gómez                 | Gabby DeLoof         |
| Ryan Held                    | Ella Eastin          | Marius Kusch                   | Emily Escobedo       |
| Chase Kalisz                 | Béryl Gastaldello    | Marco Koch                     | Reva Foos            |
| Will Licon                   | Annie Lazor          | Clyde Lewis                    | Breeja Larson        |
| Felipe Lima                  | Linnea Mack          | Jack McLoughlin                | Tayla Lovemore       |
| Ryan Murphy                  | Katie McLaughlin     | Tomas Peribonio                | Lia Neal (C)         |
| Blake Pieroni                | Farida Osman         | Chris Reid                     | Emily Overholt       |
| Josh Prenot                  | Leah Smith           | Brad Tandy                     | Alys Thomas          |
| Andrew Seliskar              | Kendyl Stewart       | Grigorij Tarasevič             | Madison Wilson       |
| Thomas Shields               | Aly Tetzloff         | Markus Thormeyer               | Abbie Wood           |

| Apostolos Christou             | Freya Anderson          | Simonas Bilis      | Charlotte Bonnet               |
| Santo Condorelli               | Ilaria Bianchi          | Anton Čupkov       | Imogen Clark                   |
| Breno Correia                  | Georgia Bohl            | Ivan Girev         | Georgia Davies                 |
| László Cseh                    | Martina Carraro         | Kliment Kolesnikov | Viktoriya Zeynep Güneş         |
| Luca Dotto                     | Elena Di Liddo          | Chad le Clos (C)   | Mary-Sophie Harvey             |
| Kristián Goloméev              | Silvia Di Pietro        | Max Litchfield     | Femke Heemskerk                |
| Philip Heintz                  | Franziska Hentke        | Florent Manaudou   | Fantine Lesaffre               |
| Travis Mahoney                 | Hannah Miley            | Benjamin Proud     | Penny Oleksiak                 |
| Nicolò Martinenghi             | Lidón Muñoz             | Mychajlo Romančuk  | Kayla Sanchez                  |
| Alessandro Miressi             | Sarah Köhler            | Evgenij Rylov      | Emily Seebohm                  |
| Matteo Rivolta                 | Larissa Oliveira        | Daiya Seto         | Anastasija Škurdaj             |
| Simone Sabbioni                | Margherita Panziera     | Sergey Shevtsov    | Sarah Sjöström (vice capitano) |
| Fabio Scozzoli (vice capitano) | Federica Pellegrini (C) | Il'ja Šymanovič    | Kierra Smith                   |
| Poul Zellmann                  | Silvia Scalia           | Maxim Stupin       | Rebecca Smith                  |
|                                | Alba Vázquez            | Kregor Zirk        | Jocelyn Ulyett                 |
|                                |                         |                    | Kayla van der Merwe            |
| Iron                           | Iron                    | London Roar        | London Roar                    |
| Uomini                         | Donne                   | Uomini             | Donne                          |
| Gunnar Bentz                   | Veronika Andrusenko     | Kyle Chalmers      | Minna Atherton                 |
| Richárd Bohus                  | Alia Atkinson           | Christian Diener   | Holly Barratt                  |
| Henrik Christiansen            | Katalin Burián          | Alexander Graham   | Mireia Belmonte                |
| Jeremy Desplanches             | Kim Busch               | Guilherme Guido    | Bronte Campbell                |
| Robert Glință                  | Kimberly Buys           | James Guy          | Cate Campbell                  |
| Gergely Gyurta                 | Katinka Hosszú (C)      | Yuri Kisil         | Jessica Hansen                 |
| Dominik Kozma                  | Zsuzsanna Jakabos       | Finlay Knox        | Holly Hibbott                  |
| Kristóf Milák                  | Ajna Késely             | Vini Lanza         | Boglárka Kapás                 |
| Vladimir Morozov               | Ranomi Kromowidjojo     | Cameron McEvoy     | Emma McKeon                    |
| Ross Murdoch                   | Jenna Laukkanen         | Adam Peaty (C)     | Siobhan-Marie O'Connor         |
| Erik Persson                   | Fanny Lecluyse          | Kirill Prigoda     | Jeanette Ottesen               |
| Peter John Stevens             | Mie Nielsen             | Duncan Scott       | Sydney Pickrem                 |
| Szebasztián Szabó              | Kira Toussaint          | Matt Wilson        | Sarah Vasey                    |
| Adam Telegdy                   | Jessica Vall            | Elijah Winnington  | Marie Wattel                   |
| Pieter Timmers                 | Maria Ugolkova          |                    |                                |
| Dávid Verrasztó                |                         |                    |                                |

## Classifiche
Per il sistema di punteggio vedi International Swimming League
ISL Final Match 2019
| Pos. | Team                | Punteggio |
| ---- | ------------------- | --------- |
| 1    | Energy Standard     | 453.5     |
| 2    | London Roar         | 444       |
| 3    | Cali Condors        | 415.5     |
| 4    | Los Angeles Current | 318       |

ISL stagione regolare 2019
- La qualificazione al final match è indicata in verde.

| Pos. | Team                | IND   | NAP   | LEW   | BUD   | COP   | LON   | Punteggio | Punti |
| ---- | ------------------- | ----- | ----- | ----- | ----- | ----- | ----- | --------- | ----- |
| 1    | Energy Standard     | 539   | 493   |       |       |       | 467.5 | 1499.5    | 12    |
| 2    | London Roar         |       |       | 484.5 | 505.5 |       | 458.5 | 1448.5    | 11    |
| 3    | Cali Condors        | 457   | 490.5 |       |       | 489.5 |       | 1437      | 9     |
| 4    | Los Angeles Current |       |       | 457   | 408   | 495   |       | 1360      | 9     |
| 5    | Iron                |       |       | 402   | 425   |       | 369.5 | 1196.5    | 7     |
| 6    | DC Trident          | 330.5 | 322   |       |       | 322.5 |       | 975       | 6     |
| 7    | Aqua Centurions     | 300.5 | 321.5 |       |       |       | 335.5 | 957.5     | 3     |
| 8    | New York Breakers   |       |       | 278.5 | 292.5 | 315   |       | 886       | 3     |

| Legenda      | Legenda |
| ------------ | ------- |
| Vincitori    |         |
| Non arrivati |         |
| Squalificati |         |
| Non iniziato |         |

| Pos. | Team                | IND   | NAP   | LEW   | BUD   | COP   | Punteggio | Punti |
| ---- | ------------------- | ----- | ----- | ----- | ----- | ----- | --------- | ----- |
| 1    | Cali Condors        | 457   | 490.5 |       |       | 489.5 | 1437      | 9     |
| 2    | Los Angeles Current |       |       | 457   | 408   | 495   | 1360      | 9     |
| 3    | DC Trident          | 330.5 | 322   |       |       | 322.5 | 975       | 6     |
| 4    | New York Breakers   |       |       | 278.5 | 292.5 | 315   | 886       | 3     |

| Pos. | Team            | IND   | NAP   | LEW   | BUD   | LON   | Punteggio | Punti |
| ---- | --------------- | ----- | ----- | ----- | ----- | ----- | --------- | ----- |
| 1    | Energy Standard | 539   | 493   |       |       | 467.5 | 1499.5    | 12    |
| 2    | London Roar     |       |       | 484.5 | 505.5 | 458.5 | 1448.5    | 11    |
| 3    | Iron            |       |       | 402   | 425   | 369.5 | 1196.5    | 7     |
| 4    | Aqua Centurions | 300.5 | 321.5 |       |       | 335.5 | 957.5     | 3     |

## Risultati

### 50 m stile libero
| Incontro     | Uomini           | Uomini          | Uomini | Donne               | Donne               | Donne |
| Incontro     | Vincitore        | Squadra         | Tempo  | Vincitrice          | Squadra             | Tempo |
| ------------ | ---------------- | --------------- | ------ | ------------------- | ------------------- | ----- |
| Indianapolis | Florent Manaudou | Energy Standard | 20.77  | Sarah Sjöström      | Energy Standard     | 23.58 |
| Napoli       | Caeleb Dressel   | Cali Condors    | 20.64  | Sarah Sjöström      | Energy Standard     | 23.63 |
| Lewisville   | Vladimir Morozov | Iron            | 20.93  | Cate Campbell       | London Roar         | 23.33 |
| Budapest     | Vladimir Morozov | Iron            | 20.68  | Ranomi Kromowidjojo | Iron                | 23.29 |
| College Park | Caeleb Dressel   | Cali Condors    | 20.81  | Béryl Gastaldello   | Los Angeles Current | 23.81 |
| Londra       | Florent Manaudou | Energy Standard | 20.57  | Cate Campbell       | London Roar         | 23.48 |
| Las Vegas    | Caeleb Dressel   | Cali Condors    | 20.24  | Sarah Sjöström      | Energy Standard     | 23.43 |

### 100 m stile libero
| Match        | Uomini           | Uomini          | Uomini | Donne             | Donne               | Donne |
| Match        | Vincitore        | Team            | Tempo  | Vincitrice        | Team                | Tempo |
| ------------ | ---------------- | --------------- | ------ | ----------------- | ------------------- | ----- |
| Indianapolis | Chad le Clos     | Energy Standard | 46.96  | Sarah Sjöström    | Energy Standard     | 51.76 |
| Napoli       | Caeleb Dressel   | Cali Condors    | 45.77  | Sarah Sjöström    | Energy Standard     | 51.66 |
| Lewisville   | Kyle Chalmers    | London Roar     | 46.22  | Cate Campbell     | London Roar         | 51.34 |
| Budapest     | Kyle Chalmers    | London Roar     | 45.77  | Emma McKeon       | London Roar         | 51.02 |
| Budapest     | Kyle Chalmers    | London Roar     | 45.77  | Cate Campbell     | London Roar         | 51.02 |
| College Park | Caeleb Dressel   | Cali Condors    | 45.69  | Siobhán Haughey   | DC Trident          | 51.81 |
| College Park | Caeleb Dressel   | Cali Condors    | 45.69  | Béryl Gastaldello | Los Angeles Current | 51.81 |
| Londra       | Vladimir Morozov | Iron            | 46.14  | Cate Campbell     | London Roar         | 51.20 |
| Las Vegas    | Caeleb Dressel   | Cali Condors    | 45.22  | Emma McKeon       | London Roar         | 51.38 |

### 200 m stile libero
| Match        | Uomini           | Uomini              | Uomini  | Donne            | Donne           | Donne   |
| Match        | Vincitore        | Team                | Tempo   | Vincitrice       | Team            | Tempo   |
| ------------ | ---------------- | ------------------- | ------- | ---------------- | --------------- | ------- |
| Indianapolis | Breno Correia    | Aqua Centurions     | 1:44.21 | Siobhán Haughey  | DC Trident      | 1:52.88 |
| Napoli       | Breno Correia    | Aqua Centurions     | 1:43.56 | Siobhán Haughey  | DC Trident      | 1:52.01 |
| Lewisville   | Alexander Graham | London Roar         | 1:41.58 | Emma McKeon      | London Roar     | 1:53.58 |
| Budapest     | Alexander Graham | London Roar         | 1:42.37 | Emma McKeon      | London Roar     | 1:53.18 |
| College Park | Blake Pieroni    | Los Angeles Current | 1:43.48 | Siobhán Haughey  | DC Trident      | 1:51.99 |
| Londra       | Alexander Graham | London Roar         | 1:42.55 | Kayla Sanchez    | Energy Standard | 1:52.72 |
| Las Vegas    | Alexander Graham | London Roar         | 1:41.74 | Charlotte Bonnet | Energy Standard | 1:52.88 |

### 400 m stile libero
| Match        | Uomini              | Uomini      | Uomini  | Donne           | Donne        | Donne   |
| Match        | Vincitore           | Team        | Tempo   | Vincitrice      | Team         | Tempo   |
| ------------ | ------------------- | ----------- | ------- | --------------- | ------------ | ------- |
| Indianapolis | Zane Grothe         | DC Trident  | 3:41.64 | Katie Ledecky   | DC Trident   | 3:54.06 |
| Napoli       | Zane Grothe         | DC Trident  | 3:41.03 | Ariarne Titmus  | Cali Condors | 3:58.34 |
| Lewisville   | Elijah Winnington   | London Roar | 3:38.84 | Holly Hibbott   | London Roar  | 4:02.28 |
| Budapest     | Elijah Winnington   | London Roar | 3:38.30 | Ajna Késely     | Iron         | 4:01.27 |
| College Park | Zane Grothe         | DC Trident  | 3:40.73 | Hali Flickinger | Cali Condors | 3:58.95 |
| Londra       | Henrik Christiansen | Iron        | 3:40.14 | Holly Hibbott   | London Roar  | 3:57.96 |
| Las Vegas    | James Guy           | London Roar | 3:39.99 | Ariarne Titmus  | Cali Condors | 3:56.21 |

### 50 m dorso
| Match        | Uomini             | Uomini              | Uomini | Donne             | Donne               | Donne |
| Match        | Vincitore          | Team                | Tempo  | Vincitrice        | Team                | Tempo |
| ------------ | ------------------ | ------------------- | ------ | ----------------- | ------------------- | ----- |
| Indianapolis | Kliment Kolesnikov | Energy Standard     | 23.29  | Olivia Smoliga    | Cali Condors        | 26.41 |
| Napoli       | Jérémy Stravius    | DC Trident          | 23.13  | Olivia Smoliga    | Cali Condors        | 26.26 |
| Lewisville   | Guilherme Guido    | London Roar         | 23.06  | Minna Atherton    | London Roar         | 25.99 |
| Budapest     | Guilherme Guido    | London Roar         | 22.55  | Minna Atherton    | London Roar         | 25.81 |
| College Park | Matthew Grevers    | Los Angeles Current | 23.38  | Béryl Gastaldello | Los Angeles Current | 26.18 |
| College Park | Michael Andrew     | New York Breakers   | 23.38  | Béryl Gastaldello | Los Angeles Current | 26.18 |
| Londra       | Guilherme Guido    | London Roar         | 22.82  | Minna Atherton    | London Roar         | 26.05 |
| Las Vegas    | Guilherme Guido    | London Roar         | 22.77  | Olivia Smoliga    | Cali Condors        | 25.89 |

### 100 m dorso
| Match        | Uomini             | Uomini              | Uomini | Donne          | Donne        | Donne |
| Match        | Vincitore          | Team                | Tempo  | Vincitrice     | Team         | Tempo |
| ------------ | ------------------ | ------------------- | ------ | -------------- | ------------ | ----- |
| Indianapolis | Kliment Kolesnikov | Energy Standard     | 50.16  | Olivia Smoliga | Cali Condors | 56.38 |
| Napoli       | Evgenij Rylov      | Energy Standard     | 50.25  | Olivia Smoliga | Cali Condors | 56.24 |
| Lewisville   | Guilherme Guido    | London Roar         | 50.16  | Minna Atherton | London Roar  | 55.43 |
| Budapest     | Guilherme Guido    | London Roar         | 49.61  | Minna Atherton | London Roar  | 54.89 |
| College Park | Matthew Grevers    | Los Angeles Current | 50.67  | Olivia Smoliga | Cali Condors | 55.97 |
| Londra       | Evgenij Rylov      | Energy Standard     | 49.75  | Minna Atherton | London Roar  | 55.29 |
| Las Vegas    | Guilherme Guido    | London Roar         | 49.50  | Minna Atherton | London Roar  | 55.09 |

### 200 m dorso
| Match        | Uomini           | Uomini              | Uomini  | Donne          | Donne               | Donne   |
| Match        | Vincitore        | Team                | Tempo   | Vincitrice     | Team                | Tempo   |
| ------------ | ---------------- | ------------------- | ------- | -------------- | ------------------- | ------- |
| Indianapolis | Evgenij Rylov    | Energy Standard     | 1:49.68 | Kylie Masse    | Cali Condors        | 2:01.89 |
| Napoli       | Evgenij Rylov    | Energy Standard     | 1:49.24 | Kylie Masse    | Cali Condors        | 2:01.90 |
| Lewisville   | Ryan Murphy      | Los Angeles Current | 1:49.87 | Minna Atherton | London Roar         | 2:00.58 |
| Budapest     | Ryan Murphy      | Los Angeles Current | 1:49:40 | Minna Atherton | London Roar         | 1:59.48 |
| College Park | Radosław Kawęcki | Cali Condors        | 1:51:68 | Kathleen Baker | Los Angeles Current | 2:01.57 |
| Londra       | Evgenij Rylov    | Energy Standard     | 1:49.67 | Minna Atherton | London Roar         | 1:59.25 |
| Las Vegas    | Ryan Murphy      | Los Angeles Current | 1:48.81 | Kathleen Baker | Los Angeles Current | 2:01.22 |

### 50 m rana
| Match        | Uomini             | Uomini              | Uomini | Donne         | Donne        | Donne |
| Match        | Vincitore          | Team                | Tempo  | Vincitrice    | Team         | Tempo |
| ------------ | ------------------ | ------------------- | ------ | ------------- | ------------ | ----- |
| Indianapolis | Nicolò Martinenghi | Aqua Centurions     | 26.03  | Lilly King    | Cali Condors | 29.23 |
| Napoli       | Nicolò Martinenghi | Aqua Centurions     | 25.98  | Lilly King    | Cali Condors | 29.12 |
| Lewisville   | Vladimir Morozov   | Iron                | 26.15  | Alia Atkinson | Iron         | 29.31 |
| Budapest     | Adam Peaty         | London Roar         | 25.85  | Alia Atkinson | Iron         | 29.27 |
| College Park | Felipe Lima        | Los Angeles Current | 25.92  | Lilly King    | Cali Condors | 29.00 |
| Londra       | Fabio Scozzoli     | Aqua Centurions     | 25.62  | Alia Atkinson | Iron         | 29.32 |
| Las Vegas    | Nic Fink           | Cali Condors        | 25.75  | Lilly King    | Cali Condors | 28.90 |

### 100 m rana
| Match        | Uomini          | Uomini              | Uomini | Donne         | Donne             | Donne   |
| Match        | Vincitore       | Team                | Tempo  | Vincitrice    | Team              | Tempo   |
| ------------ | --------------- | ------------------- | ------ | ------------- | ----------------- | ------- |
| Indianapolis | Il'ja Šymanovič | Energy Standard     | 56.71  | Lilly King    | Cali Condors      | 1:04.43 |
| Napoli       | Il'ja Šymanovič | Energy Standard     | 56.35  | Lilly King    | Cali Condors      | 1:04.21 |
| Lewisville   | Felipe Lima     | Los Angeles Current | 57.17  | Breeja Larson | New York Breakers | 1:03.80 |
| Budapest     | Adam Peaty      | London Roar         | 56.19  | Alia Atkinson | Iron              | 1:03.84 |
| College Park | Ian Finnerty    | DC Trident          | 56.29  | Lilly King    | Cali Condors      | 1:03.00 |
| Londra       | Adam Peaty      | London Roar         | 56.18  | Alia Atkinson | Iron              | 1:03.94 |
| Las Vegas    | Adam Peaty      | London Roar         | 55.92  | Lilly King    | Cali Condors      | 1:03.71 |

### 200 m rana
| Match        | Uomini          | Uomini          | Uomini  | Donne          | Donne               | Donne   |
| Match        | Vincitore       | Team            | Tempo   | Vincitrice     | Team                | Tempo   |
| ------------ | --------------- | --------------- | ------- | -------------- | ------------------- | ------- |
| Indianapolis | Anton Čupkov    | Energy Standard | 2:04.03 | Lilly King     | Cali Condors        | 2:18.25 |
| Napoli       | Il'ja Šymanovič | Energy Standard | 2:04.60 | Lilly King     | Cali Condors        | 2:19.48 |
| Lewisville   | Matthew Wilson  | London Roar     | 2:03.93 | Annie Lazor    | Los Angeles Current | 2:20.05 |
| Budapest     | Marco Koch      | Iron            | 2:04.27 | Emily Escobedo | New York Breakers   | 2:18.73 |
| College Park | Ian Finnerty    | DC Trident      | 2:02.76 | Lilly King     | Cali Condors        | 2:17.78 |
| Londra       | Anton Čupkov    | Energy Standard | 2:02.98 | Sydney Pickrem | London Roar         | 2:19.21 |
| Las Vegas    | Nic Fink        | Cali Condors    | 2:02.34 | Lilly King     | Cali Condors        | 2:17.03 |

### 50 m farfalla
| Match        | Uomini            | Uomini          | Uomini | Donne             | Donne               | Donne |
| Match        | Vincitore         | Team            | Tempo  | Vincitrice        | Team                | Tempo |
| ------------ | ----------------- | --------------- | ------ | ----------------- | ------------------- | ----- |
| Indianapolis | Florent Manaudou  | Energy Standard | 22.66  | Sarah Sjöström    | Energy Standard     | 25.16 |
| Napoli       | Caeleb Dressel    | Cali Condors    | 22.34  | Sarah Sjöström    | Energy Standard     | 24.98 |
| Lewisville   | Szebasztián Szabó | Iron            | 22.47  | Béryl Gastaldello | Los Angeles Current | 25.15 |
| Budapest     | Szebasztián Szabó | Iron            | 22.20  | Béryl Gastaldello | Los Angeles Current | 24.92 |
| Budapest     | Szebasztián Szabó | Iron            | 22.20  | Holly Barratt     | London Roar         | 24.92 |
| College Park | Caeleb Dressel    | Cali Condors    | 22.21  | Béryl Gastaldello | Los Angeles Current | 24.81 |
| Londra       | Szebasztián Szabó | Iron            | 22.13  | Sarah Sjöström    | Energy Standard     | 24.83 |
| Las Vegas    | Caeleb Dressel    | Cali Condors    | 22.06  | Béryl Gastaldello | Los Angeles Current | 24.88 |

### 100 m farfalla
| Match        | Uomini         | Uomini              | Uomini | Donne          | Donne           | Donne |
| Match        | Vincitore      | Team                | Tempo  | Vincitrice     | Team            | Tempo |
| ------------ | -------------- | ------------------- | ------ | -------------- | --------------- | ----- |
| Indianapolis | Chad le Clos   | Energy Standard     | 49.65  | Sarah Sjöström | Energy Standard | 55.65 |
| Napoli       | Chad le Clos   | Energy Standard     | 49.35  | Kelsi Dahlia   | Cali Condors    | 55.91 |
| Lewisville   | Thomas Shields | Los Angeles Current | 49.50  | Emma McKeon    | London Roar     | 55.91 |
| Budapest     | Thomas Shields | Los Angeles Current | 49.39  | Emma McKeon    | London Roar     | 55.39 |
| College Park | Caeleb Dressel | Cali Condors        | 49.16  | Kelsi Dahlia   | Cali Condors    | 55.78 |
| Londra       | Chad le Clos   | Energy Standard     | 49.34  | Emma McKeon    | London Roar     | 55.95 |
| Las Vegas    | Caeleb Dressel | Cali Condors        | 49.10  | Kelsi Dahlia   | Cali Condors    | 55.35 |

### 200 m farfalla
| Match        | Uomini         | Uomini              | Uomini  | Donne           | Donne        | Donne   |
| Match        | Vincitore      | Team                | Tempo   | Vincitrice      | Team         | Tempo   |
| ------------ | -------------- | ------------------- | ------- | --------------- | ------------ | ------- |
| Indianapolis | Chad le Clos   | Energy Standard     | 1:52.66 | Hali Flickinger | Cali Condors | 2:05.42 |
| Napoli       | Chad le Clos   | Energy Standard     | 1:50.60 | Megan Kingsley  | Cali Condors | 2:05.45 |
| Lewisville   | Kristóf Milák  | Iron                | 1:50.94 | Katinka Hosszú  | Iron         | 2:05.52 |
| Budapest     | Kristof Milak  | Iron                | 1:49.98 | Katinka Hosszu  | Iron         | 2:05.37 |
| College Park | Thomas Shields | Los Angeles Current | 1:51.51 | Hali Flickinger | Cali Condors | 2:03.81 |
| Londra       | Chad le Clos   | Energy Standard     | 1:51.97 | Katinka Hosszu  | Iron         | 2:03.94 |
| Las Vegas    | Daiya Seto     | Energy Standard     | 1:48.77 | Hali Flickinger | Cali Condors | 2:05.12 |

### 200 m misti
| Match        | Uomini          | Uomini              | Uomini  | Donne            | Donne        | Donne   |
| Match        | Vincitore       | Team                | Tempo   | Vincitrice       | Team         | Tempo   |
| ------------ | --------------- | ------------------- | ------- | ---------------- | ------------ | ------- |
| Indianapolis | Mitch Larkin    | Cali Condors        | 1:52.93 | Melanie Margalis | Cali Condors | 2:04.18 |
| Napoli       | Andreas Vazaios | DC Trident          | 1:53.44 | Melanie Margalis | Cali Condors | 2:05.17 |
| Napoli       | Mitch Larkin    | Cali Condors        | 1:53.44 | Melanie Margalis | Cali Condors | 2:05.17 |
| Lewisville   | Andrew Seliskar | Los Angeles Current | 1:54.17 | Katinka Hosszú   | Iron         | 2:06.22 |
| Budapest     | Andrew Seliskar | Los Angeles Current | 1:53.11 | Katinka Hosszu   | Iron         | 2:05.11 |
| College Park | Andreas Vazaios | DC Trident          | 1:52.95 | Melanie Margalis | Cali Condors | 2:05.18 |
| Londra       | Duncan Scott    | London Roar         | 1:53.97 | Katinka Hosszu   | Iron         | 2:04.16 |
| Las Vegas    | Daiya Seto      | Energy Standard     | 1:50.76 | Sydney Pickrem   | London Roar  | 2:04.85 |

### 400 m misti
| Match        | Uomini          | Uomini              | Uomini  | Donne            | Donne        | Donne   |
| Match        | Vincitore       | Team                | Tempo   | Vincitrice       | Team         | Tempo   |
| ------------ | --------------- | ------------------- | ------- | ---------------- | ------------ | ------- |
| Indianapolis | Jay Litherland  | DC Trident          | 4:06.29 | Melanie Margalis | Cali Condors | 4:25.77 |
| Napoli       | Jay Litherland  | DC Trident          | 4:06.35 | Melanie Margalis | Cali Condors | 4:24.95 |
| Lewisville   | Andrew Seliskar | Los Angeles Current | 4:06.30 | Katinka Hosszú   | Iron         | 4:26.32 |
| Budapest     | Andrew Seliskar | Los Angeles Current | 4:03.28 | Katinka Hosszu   | Iron         | 4:27.27 |
| College Park | Andrew Seliskar | Los Angeles Current | 4:02.88 | Melanie Margalis | Cali Condors | 4:24.46 |
| Londra       | Maxim Stupin    | Energy Standard     | 4:04.39 | Katinka Hosszu   | Iron         | 4:25.24 |
| Las Vegas    | Daiya Seto      | Energy Standard     | 3:54.81 | Melanie Margalis | Cali Condors | 4:24.15 |

### 4x100 m stile libero
| Match        | Uomini              | Uomini  | Donne           | Donne   | Mista           | Mista   |
| Match        | Vincitori           | Tempo   | Vincitrici      | Tempo   | Vincitori       | Tempo   |
| ------------ | ------------------- | ------- | --------------- | ------- | --------------- | ------- |
| Indianapolis | Energy Standard     | 3:08.77 | Energy Standard | 3:28.63 | Energy Standard | 3:18.45 |
| Napoli       | Energy Standard     | 3:07.58 | Energy Standard | 3:28.77 | Energy Standard | 3:17.09 |
| Lewisville   | Los Angeles Current | 3:08.00 | London Roar     | 3:27.90 | London Roar     | 3:17.54 |
| Budapest     | Iron                | 3:06.50 | London Roar     | 3:28.11 | London Roar     | 3:17.05 |
| College Park | Cali Condors        | 3:08.52 | Cali Condors    | 3:29.38 | Cali Condors    | 3:18.56 |
| Londra       | Aqua Centurions     | 3:07.51 | Energy Standard | 3:26.55 | London Roar     | 3:16.04 |
| Las Vegas    | London Roar         | 3:05.11 | Energy Standard | 3:26.48 | Energy Standard | 3:15.97 |

### 4x100 m misti
| Match        | Uomini              | Uomini  | Donne        | Donne   |
| Match        | Vincitori           | Tempo   | Vincitrici   | Tempo   |
| ------------ | ------------------- | ------- | ------------ | ------- |
| Indianapolis | Energy Standard     | 3:23.11 | Cali Condors | 3:49.06 |
| Napoli       | Aqua Centurions     | 3:24.13 | Cali Condors | 3:47.46 |
| Lewisville   | London Roar         | 3:23.65 | London Roar  | 3:47.91 |
| Budapest     | London Roar         | 3:21.64 | London Roar  | 3:47.39 |
| College Park | Los Angeles Current | 3:23.63 | Cali Condors | 3:47.45 |
| Londra       | Energy Standard     | 3:23.14 | London Roar  | 3:46.99 |
| Las Vegas    | Energy Standard     | 3:21.42 | Cali Condors | 3:46.82 |

### Australiana
| Match        | Uomini           | Uomini          | Uomini | Donne               | Donne               | Donne |
| Match        | Vincitore        | Team            | Tempo  | Vincitrice          | Team                | Tempo |
| ------------ | ---------------- | --------------- | ------ | ------------------- | ------------------- | ----- |
| Indianapolis | Florent Manaudou | Energy Standard | 22.97  | Sarah Sjöström      | Energy Standard     | 25.11 |
| Napoli       | Caeleb Dressel   | Cali Condors    | 21.33  | Sarah Sjöström      | Energy Standard     | 25.03 |
| Lewisville   | Vladimir Morozov | Iron            | 22.21  | Ranomi Kromowidjojo | Iron                | 24.46 |
| Budapest     | Kyle Chalmers    | London Roar     | 21.76  | Ranomi Kromowidjojo | Iron                | 24.28 |
| College Park | Caeleb Dressel   | Cali Condors    | 21.25  | Béryl Gastaldello   | Los Angeles Current | 24.46 |
| Londra       | Vladimir Morozov | Iron            | 21.78  | Ranomi Kromowidjojo | Iron                | 24.19 |
| Las Vegas    | Caeleb Dressel   | Cali Condors    | 21.46  | Sarah Sjöström      | Energy Standard     | 24.32 |

## Statistiche
| Pos | Giocatore         | Squadra             | Punti | Vittorie |
| --- | ----------------- | ------------------- | ----- | -------- |
| 1   | Sarah Sjöström    | Energy Standard     | 243.5 | 12       |
| 2   | Caeleb Dressel    | Cali Condors        | 240   | 14       |
| 3   | Emma McKeon       | London Roar         | 192   | 7        |
| 4   | Chad le Clos      | Energy Standard     | 190.5 | 8        |
| 5   | Olivia Smoliga    | Cali Condors        | 174.5 | 6        |
| 6   | Florent Manaudou  | Energy Standard     | 169.5 | 6        |
| 7   | Cate Campbell     | London Roar         | 165.5 | 5        |
| 8   | Lilly King        | Cali Condors        | 157.5 | 12       |
| 9   | Minna Atherton    | London Roar         | 157   | 10       |
| 10  | Béryl Gastaldello | Los Angeles Current | 156   | 7        |